# Georg Wegener
Karl Friedrich Wilhelm Georg Wegener (* 31. Mai 1863 in Brandenburg an der Havel; † 8. Juli 1939 in Berlin) war ein deutscher Geograph und Forschungsreisender.

## Leben
Georg Wegener war der Sohn des Pfarrers Wilhelm Wegener. Er studierte Geographie, Geschichte, Germanistik und evangelische Religion in Heidelberg, Leipzig, Berlin und Marburg. 1891 promovierte er bei Theobald Fischer in Marburg mit der Dissertation Versuch einer Orographie des Kwen-Lun. Ab 1892 unternahm er zahlreiche Reisen, u. a. 1892 nach Spanien, 1896 nach Spitzbergen, 1897/1898 nach Ceylon, Vorderasien und Ägypten, 1900/01 nach Nordamerika, Samoa, Neuseeland und China, 1903 nach Zentralamerika, 1905–1907 nach Indien, Südostasien, Japan und erneut China. 1910 begleitete er Kronprinz Wilhelm nach Indien. Wegener war ab 1910 Dozent und von 1919 bis 1931 Professor an der Handelshochschule Berlin sowie 1926/1927 deren Rektor. Im Ersten Weltkrieg war er Kriegsberichterstatter im Großen Hauptquartier. 1928/1929 war Wegener geschäftsführender Vorsitzender der Aeroarctic.
Sein Nachlass befindet sich im Archiv für Geographie des Leibniz-Instituts für Länderkunde in Leipzig.

## Schriften
- Versuch einer Orographie des Kwen-Lun. Marburg 1891 (Marburg, Phil. Diss., 18. Aug. 1891) (Digitalisat).
- Herbsttage in Andalusien. Allgemeiner Verein für deutsche Literatur, Berlin 1895 (Allgemeiner Verein für Deutsche Literatur; 21,4) (Digitalisat der 2. Auflage).
- Zum ewigen Eise. Eine Sommerfahrt ins nördliche Polarmeer und Begegnung mit Andrée und Nansen. Allgemeiner Verein für deutsche Literatur, Berlin 1897 (Allgemeiner Verein für Deutsche Literatur; 23,1)
- Der Südpol: die Südpolarforschung und die deutsche Südpolar-Expedition; mit Petermanns Karte der Südpolar-Gebiete sowie einer Kartenskizze der deutschen Südpolar-Expedition. Paetel, Berlin 1897. (Digitalisat)
- Ein Ausflug nach Düppel und Alsen. In: Velhagen und Klasings Monatshefte. Jg. 14 (1899/1900), Bd. 2, Heft 11, Juli 1900, S. 554–565.
- Deutsche Ostseeküste. Velhagen & Klasing, Bielefeld 1900 (Land und Leute; 7) (Digitalisat).
- Zur Kriegszeit durch China. 1900/1901. Allgemeiner Verein für Dt. Literatur, Berlin 1902 (Allgemeiner Verein für Deutsche Literatur; 27,4) (Digitalisat).
- Deutschland im Stillen Ozean. Velhagen & Klasing, Bielefeld 1903 (Land und Leute; 15) (Digitalisat).
- Reisen im westindischen Mittelmeer. Allgemeiner Verein für Dt. Literatur, Berlin 1904 (Allgemeiner Verein für Deutsche Literatur; 31,1) (Digitalisat).
- Der Panamakanal. Teubner, Leipzig 1904.
- Tibet und die englische Expedition. Gebauer-Schwetschke, Halle a.S. 1904 (Angewandte Geographie; 2,1) (Digitalisat).
- Die Erweiterung der Herrschaft des Menschen über die Erdoberfläche während der letzten 25 Jahre und der Anteil der Deutschen daran. Reimer, Berlin 1913.
- Der Wall von Eisen und Feuer, drei Bände. Brockhaus, Leipzig 1915–1920 (Digitalisate).
- Der Zaubermantel, Erinnerungen eines Weltreisenden. Brockhaus, Leipzig 1919 (2. Auflage 1920: Digitalisat).
- Durchs bunteste Asien. Gutsch Karlsruhe und Leipzig 1919 (Illustrierte Weltall-Bibliothek; 16).
- Die geographischen Ursachen des Weltkrieges. Siegismund, Berlin 1920 (Digitalisat).
- Wunder der Ferne. Schilderungen aus dem Reisewerk „Der Zaubermantel“. Koch, Nürnberg 1923 (Kochs deutsche Klassikerausgaben; 75) (Digitalisat).
- Ein neuer Flug des Zaubermantels, Erinnerungen eines Weltreisenden. Brockhaus, Leipzig 1926.
- Fliegt mit! Neue Erinnerungen eines Weltreisenden. Brockhaus, Leipzig 1928.
- China. Eine Landes- und Volkskunde. Teubner, Leipzig 1930 (Digitalisat der UB Stuttgart).
- Ostasien. Eine geographische Einführung. In: Ostasien in der Krise. Fleischhauer & Spohn. Stuttgart 1933 (Auslandkundliche Vorträge der Technischen Hochschule Stuttgart; 6), S. 7–29 (Digitalisat der UB Stuttgart).
- Das deutsche Kolonialreich. Wie es entstand, wie es war, wie es verloren ging. Athenaion, Potsdam 1937.